# ONA
Original net animation (ONA), còn được biết ở Nhật Bản là Web Anime (Web アニメ), là thuật ngữ đề cập đến anime được phát trực tuyến trên Internet. ONA có thể được phát sóng trên truyền hình sau khi được phát hành trên internet. ONA trái ngược với original video animation (OVA), thuật ngữ vốn chỉ dùng cho anime phát hành ở định dạng băng đĩa tại gia. Số lượng đoạn trailer và video xem trước của các tập anime đều được phát dưới dạng ONA. ONA thường có thời lượng ngắn hơn các anime thông thường, như Hetalia: Axis Powers chỉ kéo dài vài phút ở mỗi tập ONA.